# Ольстер
Не слід плутати з Північною Ірландією, яка включає 6 з 9 графств Ольстеру.
Ольстер (англ. Ulster [ˈʌlstər]; ірл. Ulaidh [ˈʊlˠiː, ˈʊlˠə] або Cúige Uladh [ˌkuːɟə ˈʊlˠə, - ˈʊlˠuː]; ольст. шот.: Ulstèr або Ulster) — одна з чотирьох історичних провінцій Ірландії, що поєднує дев'ять графств на півночі острова. Шість з цих графств — Антрім, Арма, Даун, Лондондеррі, Тайрон і Фермана — входять до складу Північної Ірландії, інші — Каван, Донегол і Монахан — є частиною Республіки Ірландія. Населення Ольстеру становить близько 2 млн осіб. Площа провінції — 24 481 км². Найбільше місто Ольстеру — Белфаст.
Часто Ольстером помилково називають Північну Ірландію.

## Історія
У період раннього середньовіччя Ольстер був самостійним королівством Улад зі столицею в Емайн Маха. Після вторгнення англійців до Ірландії (1169—1171)  Ольстер був оголошений підвладним англійській короні. З поширенням влади англійців на весь острів у 16 столітті Ольстер був перетворений на одну з провінцій Ірландії.